# Simon Mignolet
Simon Mignolet (født 6. marts 1988 i Sint-Truiden) er en belgisk fodboldspiller, der spiller som målmand i den belgiske klub Club Brugge siden sommeren 2019, hvortil han har skiftede fra engelske Liverpool F.C., hvor han spillede siden juli 2013. Tidligere har han repræsenteret Sunderland og Sint-Truidense VV i sit hjemland.
I begyndelsen af tiden i Liverpool var han sikker førstemålmand, men de sidste to sæsoner blev der mindre og mindre spilletid for ham, hvilket givetvis har været medvirkende til skiftet til Brugge.

## Landshold
Mignolet har spillet på alle Belgiens ungdomslandshold, og han står (pr. august 2019) noteret for 22 kampe for Belgiens A-landshold.